# Almond Aqueduct
Der Almond Aqueduct ist eine Kanalbrücke in Schottland. Er liegt auf der Grenze der Council Areas West Lothian und Edinburgh. 1971 wurde das Bauwerk in die schottischen Denkmallisten in der höchsten Kategorie A aufgenommen. Die Bogenbrücke ist nicht mit dem nur wenige Kilometer entfernten, ebenfalls denkmalgeschützten Almondell Aqueduct zu verwechseln.

## Beschreibung
Die Kanalbrücke wurde zur Überführung des Union Canal über den Almond benötigt. Der Bau nach einem Entwurf des Ingenieurs Hugh Baird wurde im Jahre 1820 begonnen und zwei Jahre später abgeschlossen. Die Konstruktion orientiert sich an einer ähnlichen Brücke von Thomas Telford am Ellesmere Canal. Telford selbst nahm eine beratende Funktion ein. Der Kanalbrücke ist als Bogenbrücke konzipiert und überspannt den Fluss in fünf Segmentbögen. Bairds ursprünglicher Entwurf sah eine einbögige Konstruktion vor. Man entschied sich jedoch später für eine etablierte Bauweise mit mehreren Bögen. Das Bauwerk besteht aus Quadersteinen, welche zu einem Bossenwerk verbaut wurden. Mittig ist eine Schleuse eingerichtet, welche das Ablassen überschüssigen Wassers in den darunterliegenden Almond ermöglicht. Als Brüstung dient ein stählernes Geländer.